# Фурт им Валд
Фурт им Валд (њем. Furth im Wald) град је у њемачкој савезној држави Баварска. Једно је од 38 општинских средишта округа Кам. Према процјени из 2010. у граду је живјело 9.057 становника. Посједује регионалну шифру (AGS) 9372126.

## Географски и демографски подаци
Фурт им Валд се налази у савезној држави Баварска у округу Кам. Град се налази на надморској висини од 407 метара. Површина општине износи 67,1 km². У самом граду је, према процјени из 2010. године, живјело 9.057 становника. Просјечна густина становништва износи 135 становника/km².

## Међународна сарадња
| Мјесто           | Држава    | Врста сарадње | Од    |
| ---------------- | --------- | ------------- | ----- |
|                  | Француска | партнерство   | 1986. |
| Фурт бај Гетвајг | Аустрија  | пријатељство  | 1985. |
| Извор            |           |               |       |